# Non l'hai mica capito/Asilo "Republic"
Non l'hai mica capito/Asilo "Republic" è un singolo del cantautore italiano Vasco Rossi, pubblicato nel 1980 dalla Targa come unici estratti dall'album Colpa d'Alfredo.

## I brani
Entrambe le canzoni sono scritte, sia per il testo che per la musica, dallo stesso artista.

### Non l'hai mica capito
La nuova casa discografica del cantante, la Targa di Mario Rapallo, decise di pubblicare come 45 giri la canzone che era la più orecchiabile dell'album, ed infatti Non l'hai mica capito è una delle prime canzoni che ottiene un passaggio televisivo.

### Asilo "Republic"
Rispetto al brano sul lato A, è una canzone molto più rock. Come ha dichiarato lo stesso autore il titolo è un riferimento a Banana Republic di Lucio Dalla e Francesco De Gregori, in quanto il testo descriveva una metafora dell'Italia di quegli anni come (secondo l'autore) nella canzone dei due colleghi.
Una delle più longeve e conosciute tribute band italiane dedicate a Vasco Rossi ha scelto di chiamarsi Asilo Republic.

## Tracce
Testi e musiche di Vasco Rossi.
Lato A
1. Non l'hai mica capito

Lato B
1. Asilo "Republic"